# 任天堂技術開発本部
任天堂技術開発本部（にんてんどうぎじゅつかいはつほんぶ、英:  Nintendo Platform Technology Development、PTD）は、任天堂の日本におけるハードウェア開発部門である。この部門は、2015年9月に任天堂の統合開発本部とシステム開発本部が統合されて設立された。

## 歴史
任天堂技術開発本部は、2015年9月16日に任天堂の新たに就任した社長、君島達己の下で実施された企業全体の組織再編の一環として設立された。この部門は、ハードウェア開発を専門とする任天堂統合開発本部（IRD）と、オペレーティングシステム開発やその開発環境およびネットワークサービスを専門とする任天堂システム開発本部（SDD）の統合によって誕生した。
新設された技術開発本部は、統合された両部門の役割を引き継いだ。本部長には元統合開発本部副本部長であった塩田興が就任し、副本部長には、システム開発本部ソフトウェア環境開発部副本部長であった島田剛が就任した。
この部門は、同社のハイブリッド型ゲーム機であるNintendo Switchの開発を担当した。
2017年4月27日、長年にわたり任天堂のハードウェア開発を牽引してきた元本部長竹田玄洋の退任に伴い、塩田興がその後任として正式に就任した。
2018年4月13日には、任天堂企画制作本部本部長の高橋伸也が、新たなハードウェアゲームシステムの開発に取り組んでいることを明らかにした。
2023年までに、その部門の名称は「任天堂技術開発」へと短縮された。

## 開発された製品
| 年   | 名称                                              | プラットフォーム  | 出典   |
| ---- | ------------------------------------------------- | ----------------- | ------ |
| 2016 | Pokémon GO Plus                                   | ハードウェア      | [ 7 ]  |
| 2016 | ニンテンドークラシックミニ ファミリーコンピュータ | ハードウェア      |        |
| 2017 | Nintendo Switch                                   | ハードウェア      | [ 3 ]  |
| 2017 | Nintendo Switch Proコントローラー                 | Nintendo Switch   | [ 3 ]  |
| 2017 | Newニンテンドー2DS LL                             | ハードウェア      | [ 8 ]  |
| 2017 | ニンテンドークラシックミニ スーパーファミコン     | ハードウェア      |        |
| 2017 | Joy-Con拡張バッテリー(乾電池式)                   | Nintendo Switch   | [ 9 ]  |
| 2018 | Nintendo Labo                                     | Nintendo Switch   | [ 10 ] |
| 2018 | モンスターボール Plus                             | ハードウェア      | [ 11 ] |
| 2019 | Nintendo Switch Lite                              | ハードウェア      | [ 12 ] |
| 2019 | リングコン                                        | ハードウェア      | [ 13 ] |
| 2019 | Leg-Strap                                         | Nintendo Switch   | [ 13 ] |
| 2019 | Nintendo Nintendo Switch タッチペン               | Nintendo Switch   | [ 14 ] |
| 2021 | Nintendo Switch（有機ELモデル）                   | ハードウェア      |        |
| 2023 | Pokémon GO Plus +                                 | ハードウェア      |        |
| 2024 | Alarmo                                            | ハードウェア      | [ 15 ] |
| 2025 | Nintendo Switch 2                                 | ハードウェア      |        |
| 2025 | Nintendo Switch 2 Proコントローラー               | Nintendo Switch 2 |        |